# Sara Đukić
Sara Đukić (* 6. Juli 1996) ist eine slowenische Volleyballspielerin. Die Mittelblockerin spielte in der Saison 2021/22 beim Bundesligisten USC Münster.

## Karriere
Đukić spielte seit 2012 bei den slowenischen Vereinen OK Vital Ljubljana, GEN-I Volley Nova Gorica und OK Luka Koper. Von 2018 bis 2020 war die Mittelblockerin in der Schweiz bei VBC Glaronia und bei Volleyball Franches-Montagnes aktiv. Danach kehrte sie zurück nach GEN-I Volley Nova Gorica. 2021/22 spielte Đukić beim deutschen Bundesligisten USC Münster. Anschließend spielte sie erneut in ihrer Heimat bei OD Krim Ljubljana.
Đukić spielte auch in der slowenischen Juniorinnen-Nationalmannschaft, mit der sie 2014 in Tartu U20-Vizeeuropameisterin wurde. Seit 2018 spielt sie in der A-Nationalmannschaft.